# Поляновка (Челябинская область)
Поляновка — село в Пластовском районе Челябинской области России. Входит в Кочкарское сельское поселение.

## География
Расположено на реке Кабанке, в 13 км к северо-востоку от центра района города Пласта, в 18 км к западу от городаЮжноуральска, в 85 км к юго-западу от областного центра города Челябинска. Вблизи восточной окраины села протекает река Чёрная. На некоторых картах отображается как 2 разных села: южнее реки расположена Поляновка, севернее — Захаровка.

### Уличная сеть
Улицы: Центральная, Библиотечная, Захаровская и Молодёжный переулок.

## История
Основано в 1826-28 годах курскими однодворцами. 76 душ мужского пола из Тимского уезда во главе с Захаровым и Поляновым обосновались на реке Кабанка. Первоначальное название: Поляно-Захаровское. В 1842 году все население было зачислено в казачье сословие, поселок принадлежал к полку №7. В 1860 году вошел в состав Кособродского станичного юрта. В 1873 году насчитывалось 34 двора, в 1889 году 51 двор, имелась школа. В 1895 году за Поляновкой закрепили земельную дачу в 3421 десятину. 
В 1920 годы Поляновка являлась центром сельсовета в Кочкарском районе. В 20-30 годы организован колхоз " Красный воин" и " Социалист" (на бывших землях Захаровки), которые позднее объединились в колхоз имени Ленина. 
С 1961 года на территории села располагалось 8-е отделение совхоза "Пластовский". В 1963 году состояла в Увельском районе, действовали клуб, школа, детский сад. В 1966 году - 4 -е отделение совхоза "Борисовский". 
В 1990 годы - отделение совхоза "Кочкарский" , подсобное хозяйство ООО "ЮжУралЗолото", специализирующееся на полеводстве и животноводстве. 
На сегодняшний день земельные паи жителей сданы в аренду ООО "Коелга", в селе действует СДЦ (спортивно- досуговый центр), детский сад, ФАП (фельдшерско-акушерский пункт), два магазина, организован подвоз школьников до школы с. Верхняя Кабанка. 

## Население
| 2002 | 2010 |
| ---- | ---- |
| 295  | →295 |

## Инфраструктура
В селе имеются библиотека, детский сад, медпункт.
В советское время в селе располагалась молочно-товарная ферма, которая ныне разрушена.

## Транспорт
Вдоль южной окраины проходит региональная автодорога 75К-004 Южноуральск — Магнитогорск. Ближайшая железнодорожная станция находится в посёлке Увельском, в 25 км к востоку.